# Zelandotipula uniatra
Zelandotipula uniatra är en tvåvingeart som först beskrevs av Alexander 1946.  Zelandotipula uniatra ingår i släktet Zelandotipula och familjen storharkrankar.
Artens utbredningsområde är Peru. Inga underarter finns listade i Catalogue of Life.